# Rectoris mutabilis
Rectoris mutabilis är en fiskart som först beskrevs av Lin, 1933.  Rectoris mutabilis ingår i släktet Rectoris och familjen karpfiskar. Inga underarter finns listade i Catalogue of Life.